# カタバミ科

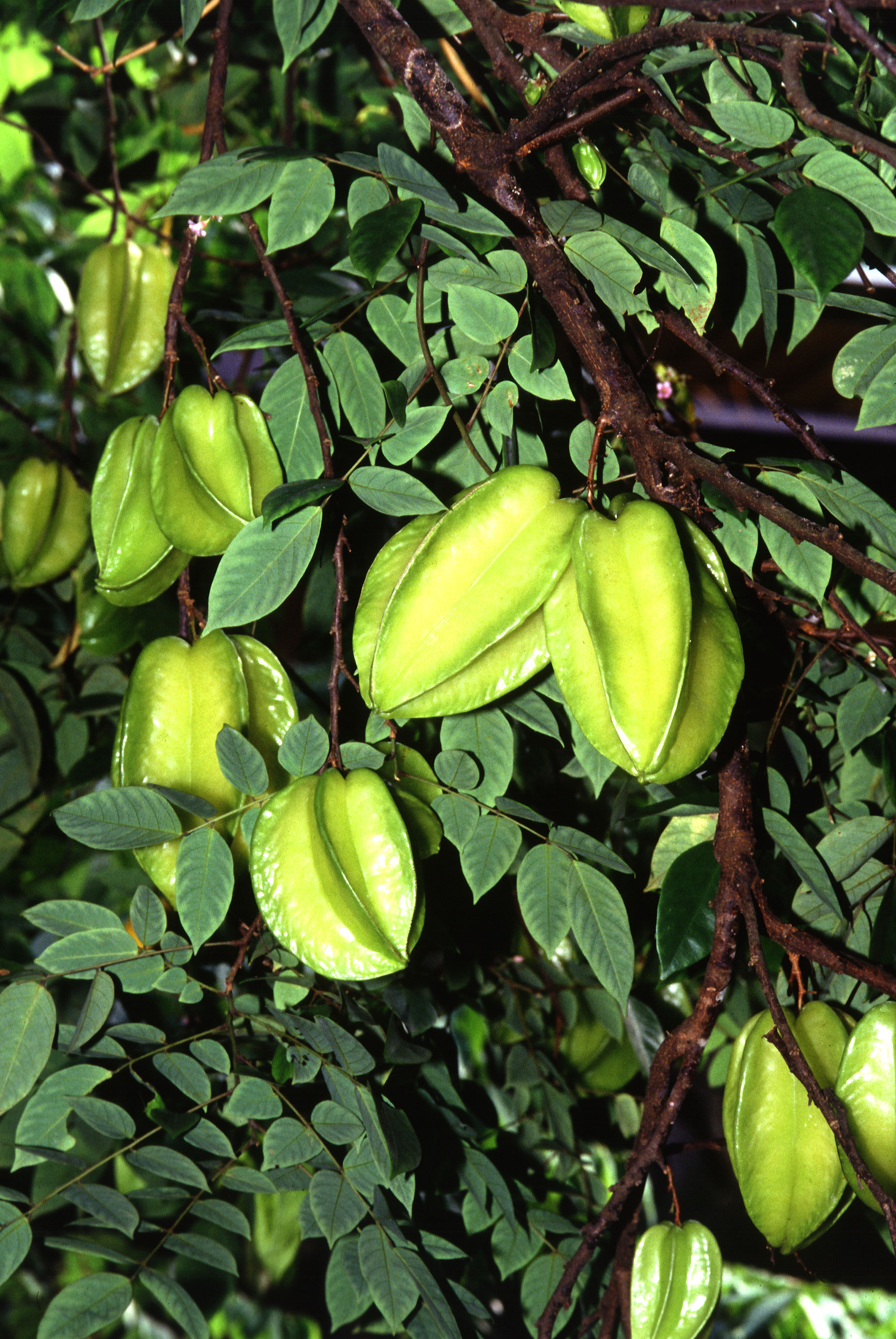
スターフルーツ Averrhoa carambola

カタバミ科(カタバミか、Oxalidaceae)は双子葉植物の分類群のひとつ。8属約930種を含むが、カタバミ属がその大部分を占め世界に広く分布する。草本または木本。

## 特徴
葉は複葉（カタバミ属のような3出複葉または羽状複葉）で、マメ科と同じように就眠運動をする（オサバフウロ属はさわるだけで動く）。花は両性、放射相称の5数性で、がく片と花弁および心皮は5個、雄蕊は多くは10本。果実は断面が五角形または星型、蒴果（勢いよくはじける）または液果。

## 属
- オサバフウロ属 Biophytum ：さわると葉が動く。
- カタバミ属 Oxalis
- ゴレンシ属 Averrhoa ：スターフルーツ（果樹）。
- Dapania
- Lotoxalis
- Sarcotheca
- Sassia
- Xanthoxalis

古いクロンキスト体系に入っていた属としては、Lepidobotrys 属が独立した Lepidobotryaceae 科、Hypseocharis 属はフウロソウ科、Eichleriaはマメモドキ科に所属する。